# 5232 Jordaens
5232 Jordaens è un asteroide della fascia principale. Scoperto nel 1988, presenta un'orbita caratterizzata da un semiasse maggiore pari a 2,8521129 au e da un'eccentricità di 0,1565910, inclinata di 12,22678° rispetto all'eclittica.
L'asteroide è dedicato al pittore fiammingo Jacob Jordaens.